# Jávai langur
A jávai langur (Presbytis comata, helyi nevén Surili Jawa) a cerkóffélék (Cercopithecidae) családján belül a karcsúmajomformák (Colobinae) alcsaládjába tartozó Presbytis nem egyik faja.

## Előfordulása
Az Indonéziához tartozó Jáva szigetén honos. Tengerszint felett 2500 méteres magasságban él.

## Alfajai
- Presbytis comata comata - Nyugat-Jáva
- Presbytis comata fredericae - Közép-Jáva

## Megjelenése
A jávai langur farka hosszú, végtagjai szürkék, hasa fehér, pofája sötét színű. Testtömege 6,5 kg.

## Életmódja
A jávai langur napi 5 órát kurkászik. Tápláléka virágok, gyümölcsök, magvak.

## Természetvédelmi állapota
Élőhelyének csökkenése fenyegeti. Az IUCN vörös listáján a veszélyeztetett kategóriában szerepel.
A budapesti állatkert állományában megtalálható a jávai langur.